# 남산 전투
남산 전투(일본어: 南山の戦 난잔 노 타타카이[*], 러시아어: Бой у Цзиньчжоу)는 1904년 5월 25일부터 5월 26일까지 요동반도의 남산과 그 근교의 진저우 성에서 벌어진 러시아 제국 육군과 일본 제국 육해군 간의 전투이다. 러시아 군은 기관총 등으로 무장하고 남산을 어느 정도 요새화시켜 두었기 때문에, 절반은 참호전, 공성전이 되었다. 일본 육군 제2군은 러시아군의 2배가 넘는 병력을 보유하고 있었음에도 불구하고 총 병력의 10%가 넘는 병력을 잃었다.

## 개요
압록강 전투 이후, 제2군은 요동 반도에 병력을 배치했다. 러시아 제국 육군은 요동 반도의 요충지인 남산(116m)에 야전포 114문과 기관총을 설비하고, 참호와 철조망, 지뢰밭을 갖춘 현대식 진지를 구축했다. 일본 제국 육군은 이와 같은 현대식 진지를 공격하는 것은 처음이었지만, 중국에서 얻은 정보로 요새의 구조는 파악하고 있었다.
제4사단의 공격이 진저우 성에 시작되었지만 실패로 끝난다. 제1사단에서 2개 대대를 증원하여 펼친 세 번째의 공격으로 마침내 진저우는 공략되었다. 그 후 남산에 공격이 추가되었다. 진저우 만에서 해군은 함포 사격으로 공격을 보조했지만 엄청난 손해를 입었다. 그러나 끈질긴 일본의 공격으로 포탄이 소진된 러시아 군은 철수를 할 수 밖에 없었다. 제2군은 남산을 점령하고 일단의 승리를 거뒀다.
제2군은 그곳에서 탄약 보급을 받고 만주로 향했다. 철수한 러시아군은 약간의 저항을 하면서도 뤼순으로 철수하여 배수진을 치고, 제3군과 대치하게 되었다. 제3군 사령관 노기 마레스케도 제2군에 소속되어 있던 장남 노기 카츠노리를 전투에서 잃었다.

## 참고자료
- Connaughton, Richard (2003). Rising Sun and Tumbling Bear. Cassell. ISBN 0-304-36657-9
- Jukes, Geoffry. The Russo-Japanese War 1904–1905. Osprey Essential Histories. (2002). ISBN 978-1-84176-446-7.
- 코우너, 로템 (2006). 《Historical Dictionary of the Russo-Japanese War》. ISBN 0-8108-4927-5: The Scarecrow Press. |location=에 templatestyles stripmarker가 있음(위치 1) (도움말)
- Nish, Ian (1985). The Origins of the Russo-Japanese War. Longman. ISBN 0-582-49114-2
- Sedwick, F.R. (1909). The Russo-Japanese War. Macmillan.